# 쉬융밍
쉬융밍(중국어 정체자: 徐永明, 병음: Zú Yôngmíng, 한자음: 서영명,  1966년 5월 12일~)은 중화민국의 정치인이자 정치학자이다. 